# 宇都宮中央警察署
宇都宮中央警察署（うつのみやちゅうおうけいさつしょ）は、栃木県警察が管轄する警察署の一つである。栃木県内では筆頭警察署であり、署長の階級は警視正。

## 概要
1877年（明治10年）に宇都宮警察署として開署。1968年（昭和43年）に本署から宇都宮東警察署が分離独立したため、宇都宮中央警察署へ改称した。さらに1980年（昭和55年）には本署から宇都宮南警察署が分離独立している。
宇都宮市中心部および、市内西部から北西部にかけてを管轄区域とする。署員は約250名。

### 移転計画
庁舎は1971年に建設された建物で、老朽化や耐震性の問題があるほか、駐車場も不足していることから移転計画がある。
2021年10月22日の栃木県議会文教警察常任委員会で、栃木県体育館の跡地（宇都宮市中戸祭1丁目）を候補地に検討していることが明らかになった。栃木県警は栃木県体育館跡地への移転を要望していたが、翌2022年11月、県は栃木県立美術館を栃木県立図書館などとともに栃木県体育館跡地に移転し、宇都宮中央警察署を県立美術館跡地（宇都宮市桜4丁目）に移転することを検討するとした。

## 沿革
- 1877年（明治10年） - 宇都宮警察署として開署。庁舎は江野町3126番地に建設され、堂々たる建築物であった[3]。
- 1903年（明治36年）12月13日  - 新庁舎の開庁式を挙行[3]。
- 1931年（昭和6年）10月26日 - 東武駅前派出所を設置[4]。
- 1934年（昭和9年）9月30日  - 塙田町の新庁舎へ移転[3]。
- 1941年（昭和16年）9月 - 西原派出所を設置[4]。
- 1948年（昭和23年）2月10日 - 警察制度改革により、宇都宮地区警察署（国家地方警察）となる[3]。
- 1954年（昭和29年）7月1日 - 自治体警察の宇都宮市警察が廃止されたため、宇都宮市警の所轄区域を編入する[3]。
- 1968年（昭和43年） - 本署から宇都宮東警察署が分離独立したのを契機に「栃木県宇都宮中央警察署」に改称。
- 1971年（昭和46年） - 現庁舎が完成。
- 1980年（昭和55年） - 本署から宇都宮南警察署が分離独立。
- 1993年（平成5年）5月22日 - 上戸祭派出所と中戸祭派出所を統合し、戸祭派出所として新築移転[4]。
- 1994年（平成6年）
  - 4月 - 南宇都宮駅前派出所と鶴田駅前警察官駐在所を統合し、滝谷町派出所として新築移転[4]。
  - 12月 - 西原交番を桜通り交番へ改称[4]。
- 1995年6月27日 - 東武宇都宮百貨店増床に合わせ、東武駅交番を同店舗に同居[4]。
- 1999年（平成11年）4月14日 - 花房交番を花房3丁目から花房1丁目に新築移転[4]。
- 2012年（平成24年）3月26日 - 清住交番と塙田交番を統合し、県庁前交番として新設移転[4]。
- 2019年（平成31年）3月 - 大谷町内で大谷町警察官駐在所を新築移転、同時に田下警察官駐在所を統合[4]。
- 2020年（令和2年）3月26日 - 宝木団地警察官駐在所と宝木本町警察官駐在所を統合し、宝木交番として新築移転[4]。
- 2022年（令和4年）3月 - 山本町交番を長岡町に新築移転し、長岡町交番へ改称[4]。

## 組織
- 署長（警視正）
- 副署長（警視）
- 警務課長兼取調べ監督官（警部）- 警務課、留置管理課
- 会計管理官兼会計課長（警視） - 会計課
- 刑事管理官（警視） - 刑事1課、刑事2課
- 生活安全課
- 地域課
- 交通捜査課
- 警備課

## 交番
- 駒生交番（陽西交番、下荒針町駐在所を1996年に統合し新築移転） - 宇都宮市駒生1丁目25番30号
- 桜通り交番 - 宇都宮市桜2丁目5番28号
- 滝谷交番 - 宇都宮市鶴田町3035番地1
- 東武駅交番 - 宇都宮市宮園町5番1号
- 戸祭交番 - 宇都宮市中戸祭町867番地2
- 花房交番 - 宇都宮市花房1丁目15番19号
- 馬場通り交番 - 宇都宮市馬場通り3丁目1番1号
- 長岡町交番 - 宇都宮市長岡町563番地1
- 県庁前交番 - 宇都宮市昭和1丁目1番18号
- 宝木交番 - 宇都宮市宝木本町1141番地2

## 警察官駐在所
- 大谷町警察官駐在所 - 宇都宮市大谷町1427番地7
- 下小池町警察官駐在所 - 宇都宮市下小池町569番地10
- 徳次郎町警察官駐在所 - 宇都宮市徳次郎町2255-4

## その他
- 1976年（昭和51年）10月3日、本署の警察官が暴走族の規制に出動中、暴走族から反撃に遭い2人が負傷、パトカーがひっくり返されるなどして数台が損壊された。暴走族は160人が福島県から遠征して日光街道のドライブインに集まっていたもので、うち10人を公務執行妨害の疑いで緊急逮捕[5]した。